# Klokoč
Klokoč (pisano drvo; lat. Staphylea), biljni rod iz porodice Klokočevki (Staphyleaceae). Od svih vrsta u Hrvatskoj je prisutna samo Staphylea pinnata ili perastolisni klokoč, a ostalh 10 ili 11 vrsta u Sjevernoj Americi, Aziji (Himalaja, Kina), Meksiku.

## Vrste
1. Staphylea bolanderi A.Gray
2. Staphylea bumalda DC.
3. Staphylea campanulata J.Wen
4. Staphylea colchica Steven
5. Staphylea emodi Wall. ex Brandis
6. Staphylea forrestii Balf.f.
7. Staphylea holocarpa Hemsl.
8. Staphylea japonica (Thunb.) Mabb.
9. Staphylea pinnata L.
10. Staphylea pringlei S.Watson
11. Staphylea shweliensis W.W.Sm.
12. Staphylea trifolia L.
13. Staphylea yuanjiangensis K.M.Feng & T.Z.Hsu

## Vanjske poveznice
|  | Zajednički poslužitelj ima još gradiva o temi Staphylea |
|  | Wikivrste imaju podatke o taksonu Staphylea             |